# Мужская сборная ДР Конго по баскетболу 3×3
Мужская сборная Демократической Республики Конго по баскетболу 3×3 представляет Демократическую Республику Конго на международных соревнованиях по баскетболу 3×3. Управляющим органом является Федерация баскетбола Демократической Республики Конго (фр. République démocratique du Congo Fédération de basket-ball, FEBACO).
По состоянию на 18 сентября 2024, мужская сборная Демократической Республики Конго по баскетболу 3×3 занимает 71-е место в мировом рейтинге ФИБА мужских сборных по баскетболу 3×3.

## Результаты выступлений
| Турнир           | Золото | Серебро | Бронза | Всего |
| ---------------- | ------ | ------- | ------ | ----- |
| Чемпионат Африки | 0      | 1       | 0      | 1     |
| Африканские игры | —      | —       | —      | '—    |
| Итого            | 0      | 1       | 0      | 1     |

### Чемпионат Африки
| Год          | Место          | Игры           | Победы         | Поражения      | Состав команды                                                                   |
| ------------ | -------------- | -------------- | -------------- | -------------- | -------------------------------------------------------------------------------- |
| 2017         | не участвовали | не участвовали | не участвовали | не участвовали | не участвовали                                                                   |
| Ломе 2018    | 4              | 5              | 2              | 3              | Emmanuel Isungu, Bobo Kasongo Kasasa, Mbav Mutomb, Rodrigue Tomba                |
| Кампала 2019 | 2              | 5              | 3              | 2              | Rolly Fula, Pitchou Kambuyi, Djack Kapongo, Arsene Mwana                         |
| Каир 2022    | 5              | 4              | 2              | 2              | Dany Amisi Saidi, Djack Kapongo, Toussaint Mampuya Nzuiki, Jonathan Monze Nzamba |
| 2023—н. в.   | не участвовали | не участвовали | не участвовали | не участвовали | не участвовали                                                                   |

### Африканские игры
| Год        | Место | Игры | Победы | Поражения | Состав команды                                                            |
| ---------- | ----- | ---- | ------ | --------- | ------------------------------------------------------------------------- |
| Рабат 2019 | 6     | 5    | 2      | 3         | Fabrice Tshilumba Kongolo, Freddy Kalama, Jonathan Banza, —               |
| Аккра 2023 | 14    | 3    | 0      | 3         | David Akim, Abraham Suke Tamba, Berthold Eluku A-nongo, Juf Mpiya Lupembe |